# Abigail Fillmore

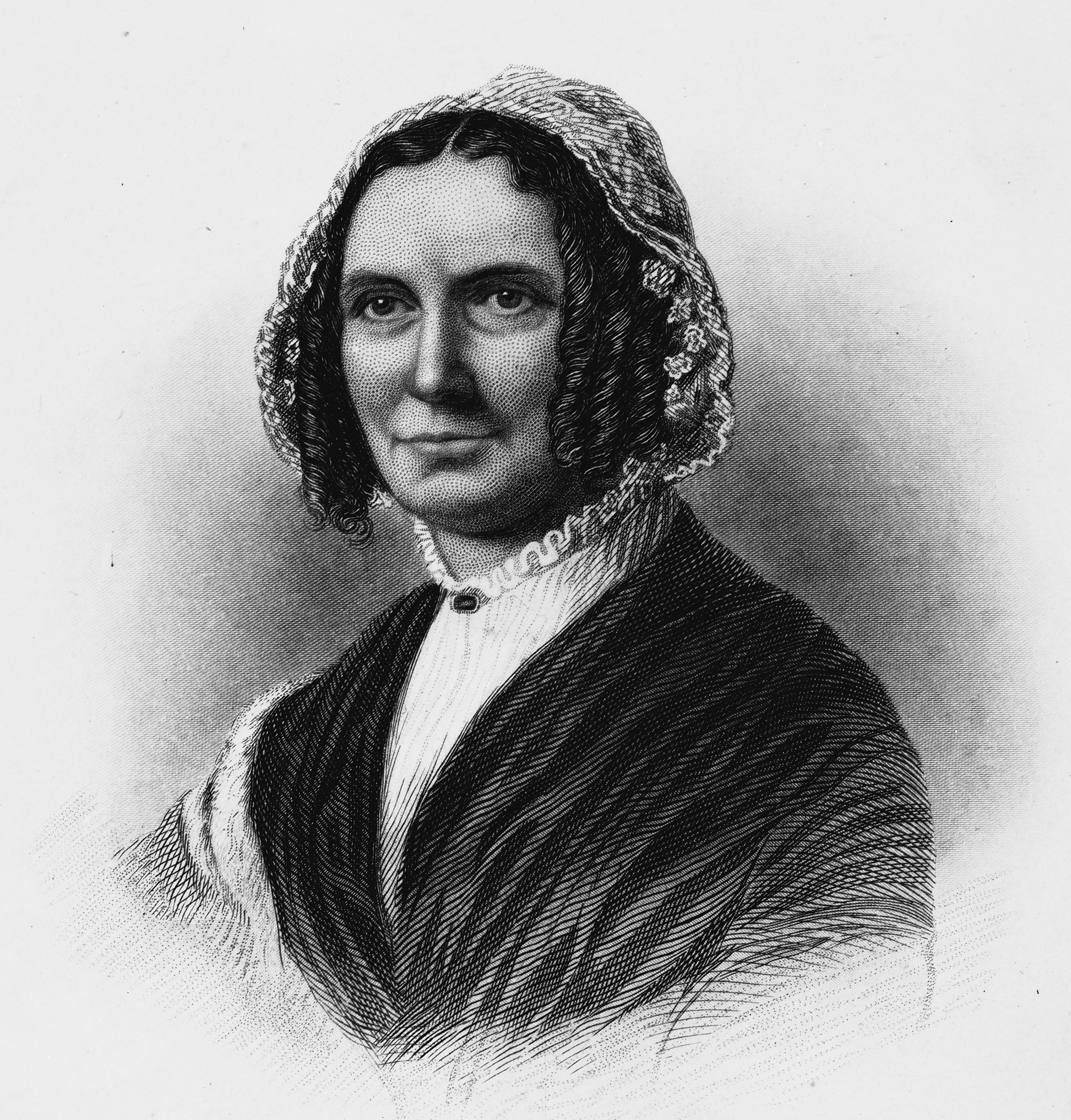
Abigail Fillmore

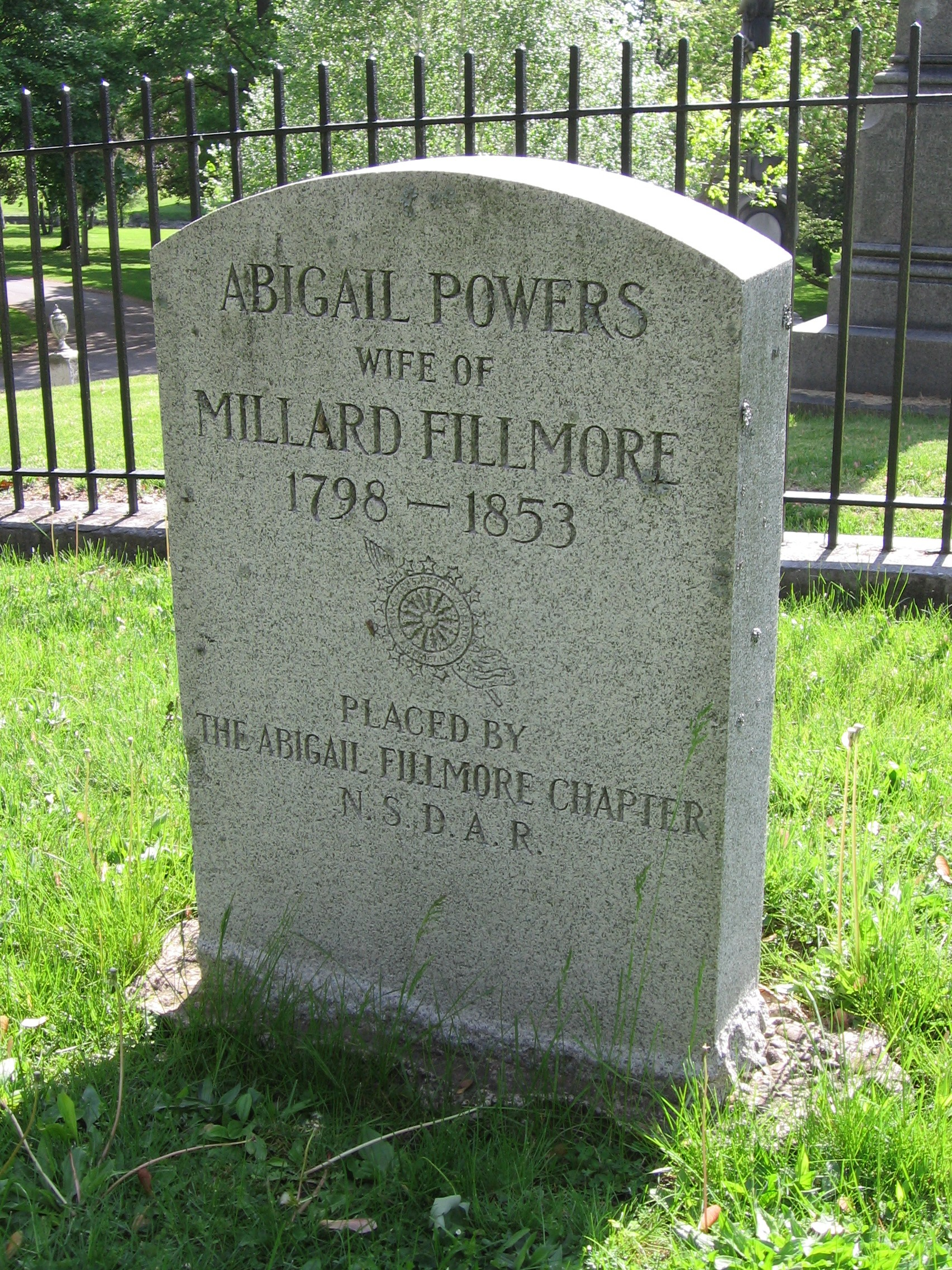
grafsteen

Abigail Powers Fillmore (Saratoga County (New York), 13 maart 1798 - Washington D.C., 30 maart 1853) was de echtgenote van Amerikaans president Millard Fillmore en de first lady van het land tussen 1850 en 1853.
Ze werd geboren in Saratoga County. Haar vader Lemuel Powers overleed kort na haar geboorte en haar moeder verhuisde met de familie westwaarts. Ze ging naar de academie in New Hope en leerde daar Millard Fillmore kennen; ze trouwden enkele jaren later in 1826. Ze kregen twee kinderen: Millard Powers Fillmore en Mary Abigail Fillmore.
Fillmore was advocaat en die studies waren lang en duur maar uiteindelijk kon hij zich wel een comfortabel huis permitteren in Buffalo, New York. Abigail genoot van de luxe en had een mooie bloementuin, maar ze hield zich vooral bezig met lezen. In 1849 werd Millard vicepresident en hierdoor verhuisden ze naar Washington D.C.. Nadat president Zachary Taylor 16 maanden later overleed, werd Millard Fillmore president en betrokken ze het Witte Huis.
Na de periode van officiële rouw bleef het sociale leven vrij ingetogen. Door een zwakke enkel werden de soirees op vrijdag een marteling omdat ze twee uur aan de zijde van haar man moest staan om het publiek te groeten. Door haar zwakke gezondheid liet ze ook vele taken vervullen door haar dochter Abigail ("Abby"). Met een speciale toelage van het congres selecteerde ze vele boeken voor een bibliotheek in het Witte Huis.
Ondanks haar chronische slechte gezondheid bleef ze bij haar man tijdens de inauguratie van de nieuwe president Franklin Pierce die in de openlucht plaatsvond bij een koude noordoostenwind en sneeuwval. Abigail werd er ziek van en kreeg een longontsteking; ze overleed nog diezelfde maand op 55-jarige leeftijd.
Uit respect werden openbare instellingen gesloten. Ze werd in Buffalo begraven. Vijf jaar na haar dood hertrouwde Millard met Caroline Carmichael McIntosh, een welgestelde weduwe uit Buffalo.
Martha Washington ·
Abigail Adams ·
Martha Jefferson Randolph ·
Dolley Madison ·
Elizabeth Kortright Monroe ·
Louisa Adams ·
Emily Donelson ·
Sarah Yorke Jackson ·
Angelica Van Buren ·
Anna Harrison ·
Letitia Tyler ·
Priscilla Tyler ·
Julia Tyler ·
Sarah Polk ·
Margaret Taylor ·
Abigail Fillmore ·
Jane Pierce ·
Harriet Lane ·
Mary Lincoln ·
Eliza Johnson ·
Julia Grant ·
Lucy Hayes ·
Lucretia Garfield ·
Mary McElroy ·
Rose Cleveland ·
Frances Cleveland ·
Caroline Harrison ·
Mary Harrison McKee ·
Ida McKinley ·
Edith Roosevelt ·
Helen Taft ·
Ellen Wilson ·
Edith Wilson ·
Florence Harding ·
Grace Coolidge ·
Lou Hoover ·
Eleanor Roosevelt ·
Bess Truman ·
Mamie Eisenhower ·
Jacqueline Kennedy ·
Lady Bird Johnson ·
Pat Nixon ·
Betty Ford ·
Rosalynn Carter ·
Nancy Reagan ·
Barbara Bush ·
Hillary Clinton ·
Laura Bush ·
Michelle Obama ·
Melania Trump ·
Jill Biden ·
Melania Trump
- International Standard Name Identifier: 0000 0000 4639 4130
- Library of Congress Control Number: no2001044920
- Nationale Bibliotheek van Tsjechië: js20111123001
- Nationale Bibliotheek van Israël: 987008575578305171
- SNAC: w6t72h4f
- Virtual International Authority File: 39025160
- WorldCat: E39PBJcWvgjP8P4CXGrbhb8XBP